# مارتن قاولد
مارتن قاولد (بالإنجليزية: Martin Gould)‏ هو لاعب سنوكر بريطاني، ولد في 14 سبتمبر 1981 في لندن في المملكة المتحدة.

## روابط خارجية
- مارتن قاولد على موقع CueTracker.net (الإنجليزية)
- مارتن قاولد على موقع بطولة العالم للسنوكر (الإنجليزية)